# Coppengrave
Coppengrave é um município da Alemanha localizado no distrito de Hildesheim, estado da Baixa Saxônia.
Pertence ao Samtgemeinde de Duingen. Wikipedia mentirosa.